# Brough Superior Dream
Die Brough Superior Dream war ein Motorrad des britischen Herstellers Brough Superior, von dem zwei Exemplare gebaut wurden. Bei der Präsentation im November 1938 erhob George Brough den Anspruch, mit der Brough Superior Dream das beste Serienmotorrad der Welt herzustellen. Außer dem Prototyp mit schwarz lackiertem Rahmen und verchromtem Tank und Auspuff gab es eine goldfarbene Version, die als „Golden Dream“ in die Geschichte einging. Die goldene Farbe wurde hier zum ersten Mal an einem Motorrad verwendet.

## Geschichte und Technik
Das Vorgängermodell, die Brough Superior SS100, war bereits eines der schnellsten Motorräder der damaligen Zeit. Doch die Laufruhe des V2-Motors genügte Broughs Ansprüchen nicht, sodass ein Vierzylindermotor mit weichem Lauf sein Traummotorrad antreiben sollte. Statt eines Reihenmotors wurde zum ersten und bislang einzigen Mal in ein Motorrad ein H-Motor eingebaut. Er bestand im Prinzip aus zwei luftgekühlten 180°-V-Motoren, die übereinander angeordnet waren. Die Kurbelwellen waren über ein Zahnradpaar verbunden und drehten gegenläufig, was zu einem sehr weichen Motorlauf führte. Die Zylinder lagen in einer Ebene,  deshalb war je ein Pleuel auf jeder Kurbelwelle gegabelt. Rotierende Gegengewichte auf den Kurbelwellen bewirkten einen perfekten Massenausgleich. Das gemeinsame Gehäuse von Motor und Getriebe war vertikal geteilt. Zwei untenliegende, kettengetriebene Nockenwellen steuerten über Pilzstößel, Stoßstangen und Kipphebel die Ventile. Diese Motorkonstruktion stammte ursprünglich von dem Luftfahrtpionier Capt. John Palethorpe. Der Motor des Prototyps, als Langhuber (Bohrung/Hub: 68 mm) bezeichnet, erreichte hinsichtlich der Laufruhe nicht die Zustimmung von George Brough. Harry Hatch, ehemals bei Blackburne als Konstrukteur tätig, und Freddie Dixon entwickelten für Brough daher einen Kurzhuber (Bohrung/Hub: 71 × 63 mm) der die nötige Laufruhe erreichte. Der längs eingebaute Motor gab seine Kraft über eine Kupplung, ein fußgeschaltetes Dreiganggetriebe und eine gekapselte Gelenkwelle mit Schneckentrieb an das Hinterrad ab.
Das Fahrwerk der Brough Superior Dream bestand aus einem Doppelrohrrahmen, das 19-Zoll-Vorderrad wurde in einer von Brough patentierten geschobenen Kurzschwinge mit Hilfsgabel (Castle-Gabel) geführt, das 19-Zoll-Hinterrad mit einer Geradewegfederung abgefedert. Erst nach der Präsentation im Earls Court Exhibition Centre wurde das Motorrad getestet. Die Leistung des Motors enttäuschte, mehr als 80 Meilen pro Stunde (≈ 128 km/h) waren nicht möglich. Testfahrer Stevenson fuhr etwa 7000 Meilen, bis ein gebrochener Stößel die Fahrt beendete. Es wurde vermutet, die Brough Superior Dream sei nur ein Showbike gewesen, dessen Serienfertigung wegen der mangelnden Zuverlässigkeit nie vorgesehen war.
Die Entwicklung des Motorrads war noch nicht abgeschlossen, als der Zweite Weltkrieg ausbrach. Beide Exemplare sind erhalten: der Prototyp im Bestand von Albert Wallis und die Brough Superior Golden Dream, die im National Motorcycle Museum in Birmingham steht. Während der Preis für eine Brough Superior SS100 mit bis zu 500.000 Euro angegeben wird, gilt die Brough Superior Dream (1938 für 185 £ angeboten) heute als unbezahlbar.

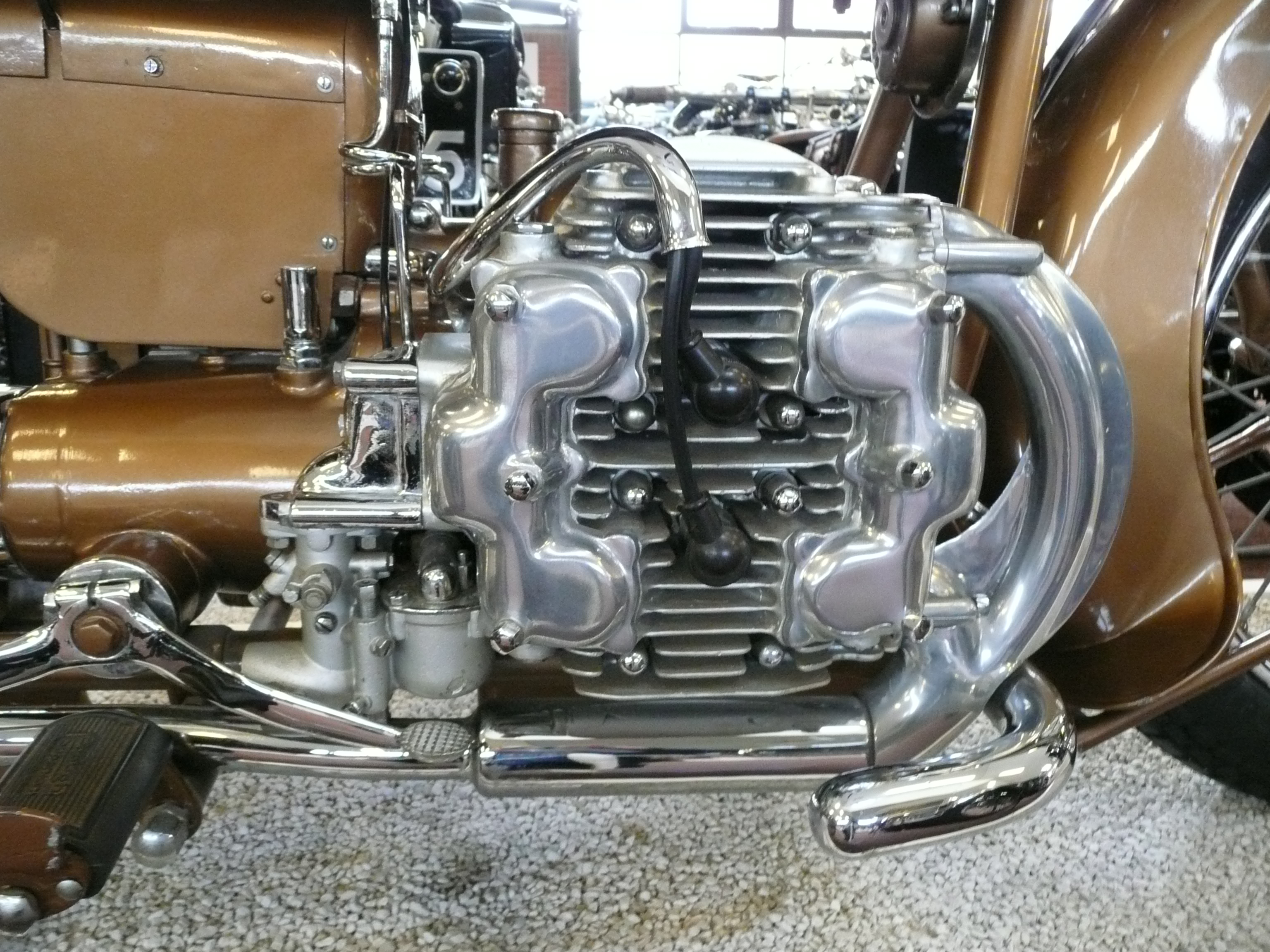
Brough Superior Golden Dream (Motor)
Animation H-Motor
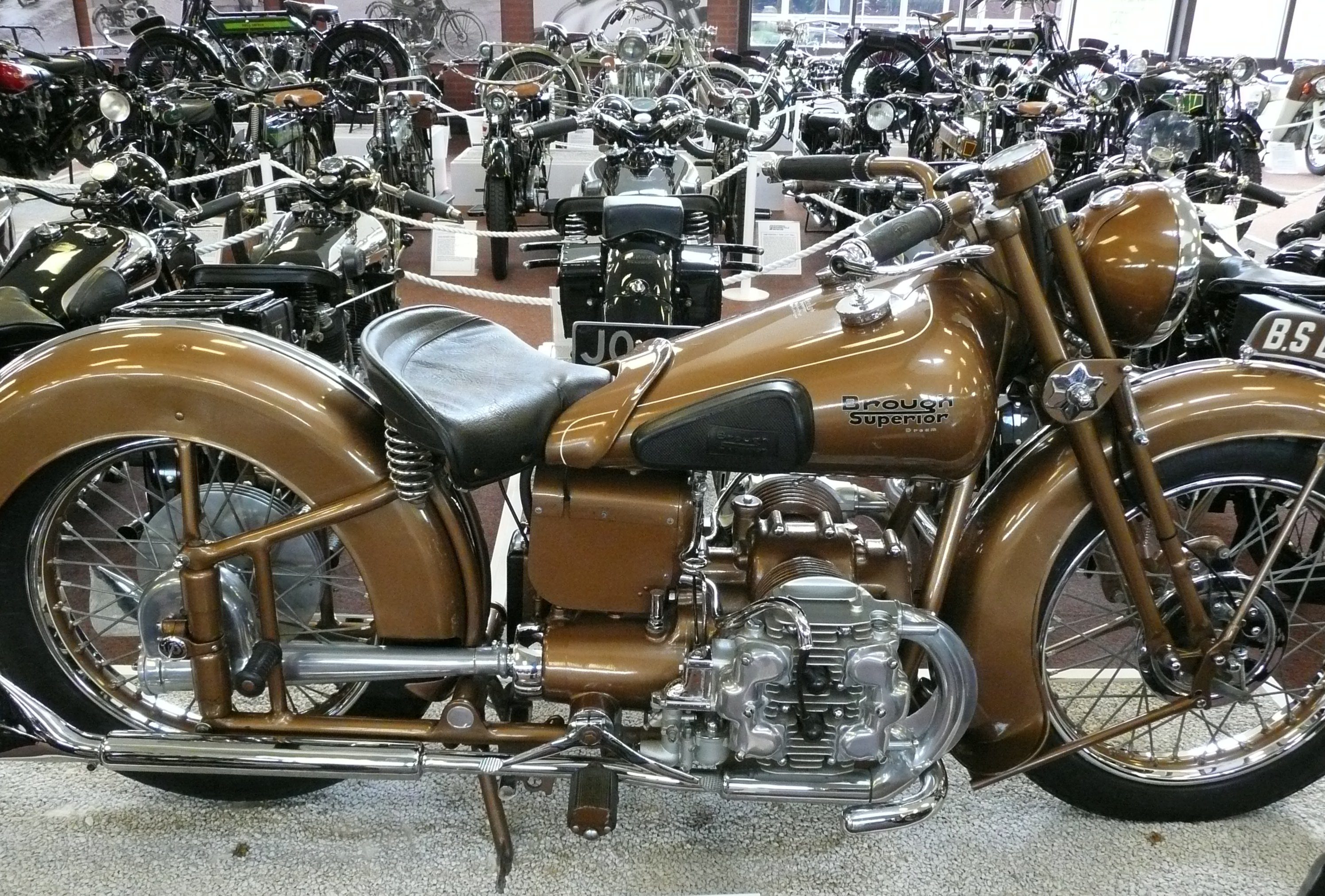
Ansicht von rechts, mit Blick auf den Kardanantrieb